# Diocese de Skara
A Diocese de Skara (em sueco:  Skara stift) ou Escara (em latim: Diocesis Scarensis) é uma das 13 dioceses constituintes da Igreja da Suécia, e está sediada na cidade de Skara.
É a mais antiga diocese sueca, tendo sido fundada em 1014. Dispõe de 435 igrejas e capelas. Na sua área diocesana existem 550 000 habitantes, dos quais 69% são membros da Igreja da Suécia.

Mapa da Diocese de Skara